# 愛丁頓獎章

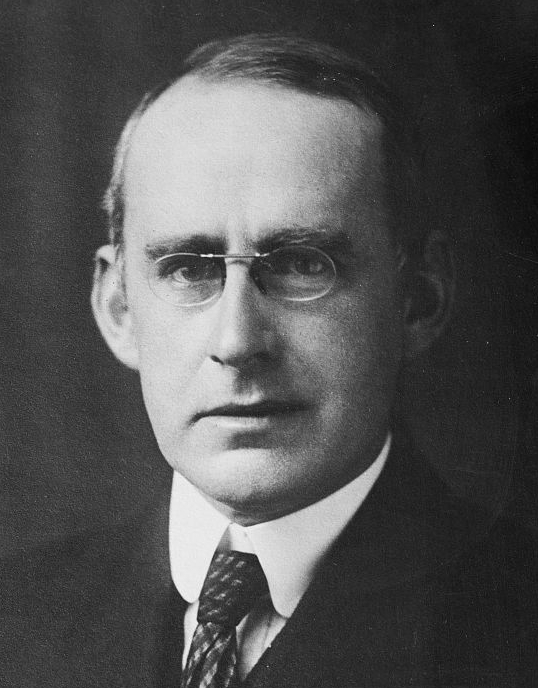
亚瑟·爱丁顿爵士，此獎項的命名來源。

愛丁頓獎章（英語：Eddington Medal）是英國皇家天文學會授予理論天文物理學最高獎項，一般情形下每兩年頒發一次。本獎項以理論天文物理學家亚瑟·爱丁顿爵士命名。
愛丁頓獎章於1953年開始頒發，得獎者是比利時牧師與天文學家乔治·勒梅特。在早期時愛丁頓獎章頒發時間不定，1958年至1972年連續頒發，1972年至2005間每三年頒獎一次，之後2005再改為每兩年頒發一次，但2014年卻又破格頒授給萊斯特大學物理學教授安德魯·金恩，最近得獎的是英國物理學家安東尼·貝爾。
得主最多的國家是英國，有16個，美國則有14個，排第二。在所有得獎者中有三位隨後獲得了諾貝爾物理學獎，分別為1967年獲得的漢斯·貝特、1974年獲得的安東尼·休伊什與1983年獲得的威廉·福勒。

## 歷年得主
| 年份   | 获奖者   | 获奖者                         | 国籍          | 主要成就 | 註釋     |
| ------ | -------- | ------------------------------ | ------------- | --- | -------- |
| 1953年 |          | 乔治·勒梅特                    | 比利时        | 弗里德曼-勒梅特-羅伯遜-沃爾克度規，並由此指出宇宙最初起源於一個「原始原子」的爆炸且一直膨脹。                                                     | [ 2 ]    |
| 1954年 | 沒有頒發 | 沒有頒發                       | 沒有頒發      | 沒有頒發 | 沒有頒發 |
| 1955年 |          | 亨德里克·范德胡斯特            | 荷蘭          | 預測出中性氫原子會發出因能階變化而產生的電磁波譜線，即21公分線。                                                                                  | [ 3 ]    |
| 1955年 | 沒有頒發 | 沒有頒發                       | 沒有頒發      | 沒有頒發 | 沒有頒發 |
| 1956年 | 沒有頒發 | 沒有頒發                       | 沒有頒發      | 沒有頒發 | 沒有頒發 |
| 1957年 | 沒有頒發 | 沒有頒發                       | 沒有頒發      | 沒有頒發 | 沒有頒發 |
| 1958年 |          | 賀瑞斯·巴布科                  | 美国          | 提出使用可變形鏡以改進光學系統性能的技術與解釋觀測到的太陽磁場和黑子形成機制的模型。                                                              | [ 4 ]    |
| 1959年 |          | 詹姆斯·史丹利·希伊             | 英国          | 發現太陽會散發出無線電波，奠定了射電天文學的基礎，同時亦發現天鵝座存在河外射電源。                                                                | [ 5 ]    |
| 1960年 |          | 羅伯特·德斯芙爾特·阿特金森     | 英国          | 根據伽莫夫的理論提出恆星能發生核聚變。 | [ 6 ]    |
| 1961年 |          | 汉斯·贝特                      | 美国          | 恆星中能源產生的研究，解釋了為什麼恆星能長時間向外釋放巨大的能量的問題。                                                                          | [ 7 ]    |
| 1962年 |          | 安德烈·拉勒曼德                | 法國          | 把光電倍增管應用在天文學之上。 | [ 8 ]    |
| 1963年 |          | 艾伦·桑德奇                    | 美国          | 發現類星體且確定了第一個較為精確的哈勃常數和宇宙的年齡的數值。                                                                                    | [ 9 ]    |
| 1963年 |          | 馬丁·史瓦西                    | 美国          | 恆星結構和恆星演化的研究，使用同溫層望遠鏡觀測天文的第一人，也因此確認了太陽大氣層中的對流存在。                                                  | [ 9 ]    |
| 1964年 |          | 赫伯特·弗里德曼                | 美国          | 提出把美國的探空火箭應用到天文學、太陽物理學和高層大氣物理學的先驅。                                                                              | [ 10 ]   |
| 1964年 |          | 理查德·圖西                    | 美国          | 提出從太空觀察太陽的第一人，曾用從納粹德國奪得的V-2火箭拍攝出太陽的紫外線光譜的第一張照片。                                                       | [ 10 ]   |
| 1965年 |          | 羅伯特·龐德                    | 美国          | 核磁共振與支持愛因斯坦廣義相對論的龐德–雷布卡實驗的提出者之一。                                                                                   | [ 11 ]   |
| 1965年 |          | 格倫·雷布卡                    | 美国          | 龐德–雷布卡實驗的提出者之一，曾使用穆斯堡爾效應來測量地球重力場中的伽瑪射線中的重力紅移。                                                         | [ 11 ]   |
| 1966年 |          | 鲁珀特·维尔特                  | 美国 · 德国   | 對九大行星的大氣層的研究，提出金星大氣層為由甲醛霧組成，並認為金星大氣層的二氧化碳困住了熱量，這種現象後來被稱為溫室效應。                        | [ 12 ]   |
| 1967年 |          | 羅伯特·克里斯蒂                | 加拿大 · 美国 | 解釋了造父變星與天琴座RR型變星為何會變光的問題。                                                                                                  | [ 13 ]   |
| 1968年 |          | 羅伯特·漢伯里·布朗             | 英国          | 對雷達的發展有著顯著的貢獻，在射電天文學領域進行了開創性的工作。同時也是納拉布里恆星強度干涉儀的主要設計者與漢伯里·布朗及特維斯效應的提出者之一。 | [ 14 ]   |
| 1968年 |          | 理查德·特威斯                  | 英国          | 漢伯里·布朗及特維斯效應的提出者之一。 | [ 14 ]   |
| 1969年 |          | 安东尼·休伊什                  | 英国          | 發現脈衝星與對合成孔徑雷達發展的貢獻。 | [ 15 ]   |
| 1970年 |          | 林忠四郎                       | 日本          | 林軌跡和林極限的提出者，且以αβγ理論為基礎改進了太初核合成的模型。                                                                                 | [ 16 ]   |
| 1971年 |          | 德斯蒙德·金–希爾               | 英国          | 通過衛星軌道的數據研究地球重力場與高層大氣的貢獻。                                                                                                | [ 17 ]   |
| 1972年 |          | 保羅·勒杜                      | 比利时        | 對恆星穩定性的研究。 | [ 18 ]   |
| 1973年 | 沒有頒發 | 沒有頒發                       | 沒有頒發      | 沒有頒發 | 沒有頒發 |
| 1974年 | 沒有頒發 | 沒有頒發                       | 沒有頒發      | 沒有頒發 | 沒有頒發 |
| 1975年 |          | 史蒂芬·霍金                    | 英国          | 潘洛斯–霍金奇性定理的提出者之一與對黑洞會發射輻射的理論性預測，即霍金輻射。                                                                       | [ 19 ]   |
| 1975年 |          | 羅傑·潘洛斯                    | 英国          | 扭量理論、宇宙審查假說與潘洛斯圖的提出者，潘洛斯–霍金奇性定理的提出者之一。                                                                       | [ 19 ]   |
| 1976年 | 沒有頒發 | 沒有頒發                       | 沒有頒發      | 沒有頒發 | 沒有頒發 |
| 1977年 | 沒有頒發 | 沒有頒發                       | 沒有頒發      | 沒有頒發 | 沒有頒發 |
| 1978年 |          | 威廉·福勒                      | 美国          | 對恆星內部通過核合成的反應而形成元素的過程與宇宙化學元素分布的解釋的研究。                                                                        | [ 20 ]   |
| 1979年 | 沒有頒發 | 沒有頒發                       | 沒有頒發      | 沒有頒發 | 沒有頒發 |
| 1980年 | 沒有頒發 | 沒有頒發                       | 沒有頒發      | 沒有頒發 | 沒有頒發 |
| 1981年 |          | 吉姆·皮布爾斯                  | 加拿大 · 美国 | 對大爆炸與暗能量等範疇的重要貢獻，曾與拉爾夫·阿爾菲、羅伯特·赫爾曼等人預測出宇宙微波背景輻射的存在。                                              | [ 21 ]   |
| 1982年 | 沒有頒發 | 沒有頒發                       | 沒有頒發      | 沒有頒發 | 沒有頒發 |
| 1983年 | 沒有頒發 | 沒有頒發                       | 沒有頒發      | 沒有頒發 | 沒有頒發 |
| 1984年 |          | 唐納德·林登貝爾                | 英国          | 星系中心有超大質量黑洞的提出者，巨引源的存在與星系的形成是大範圍單一雲氣經過動力塌縮而形成的提出者之一。                                          | [ 22 ]   |
| 1987年 |          | 玻丹·帕琴斯基                  | 波蘭          | 對重力透鏡與變星等範疇的研究，重力微透鏡和伽瑪射線暴的距離是在整個宇宙的尺度上的提出者。                                                          | [ 23 ]   |
| 1988年 | 沒有頒發 | 沒有頒發                       | 沒有頒發      | 沒有頒發 | 沒有頒發 |
| 1989年 | 沒有頒發 | 沒有頒發                       | 沒有頒發      | 沒有頒發 | 沒有頒發 |
| 1990年 |          | 艾科·伊本                      | 美国          | 對恆星模型與演化理論的貢獻，漸近巨星分支熱脈動模型的提出者。                                                                                      | [ 24 ]   |
| 1991年 | 沒有頒發 | 沒有頒發                       | 沒有頒發      | 沒有頒發 | 沒有頒發 |
| 1992年 | 沒有頒發 | 沒有頒發                       | 沒有頒發      | 沒有頒發 | 沒有頒發 |
| 1993年 |          | 里昂·梅斯特爾                  | 英国          | 對恆星磁性與天體物理學領域的磁流體力學的研究，「梅斯特爾盤」的提出者。                                                                            | [ 25 ]   |
| 1994年 | 沒有頒發 | 沒有頒發                       | 沒有頒發      | 沒有頒發 | 沒有頒發 |
| 1995年 | 沒有頒發 | 沒有頒發                       | 沒有頒發      | 沒有頒發 | 沒有頒發 |
| 1996年 |          | 阿兰·古斯                      | 美国          | 創立宇宙學中的暴脹模型，以解釋為什麼宇宙中不存在磁單極子。                                                                                        | [ 26 ]   |
| 1997年 | 沒有頒發 | 沒有頒發                       | 沒有頒發      | 沒有頒發 | 沒有頒發 |
| 1998年 | 沒有頒發 | 沒有頒發                       | 沒有頒發      | 沒有頒發 | 沒有頒發 |
| 1999年 |          | 羅傑·布蘭福德                  | 英国          | 布蘭福德–日納傑過程的提出者之一。 | [ 27 ]   |
| 2000年 | 沒有頒發 | 沒有頒發                       | 沒有頒發      | 沒有頒發 | 沒有頒發 |
| 2001年 | 沒有頒發 | 沒有頒發                       | 沒有頒發      | 沒有頒發 | 沒有頒發 |
| 2002年 |          | 道格拉斯·高夫                  | 英国          | 對太陽物理學與變星的研究。 | [ 27 ]   |
| 2003年 | 沒有頒發 | 沒有頒發                       | 沒有頒發      | 沒有頒發 | 沒有頒發 |
| 2004年 | 沒有頒發 | 沒有頒發                       | 沒有頒發      | 沒有頒發 | 沒有頒發 |
| 2005年 |          | 魯道夫·基彭哈恩                | 德国          | 以數值計算研究恆星結構和恆星演化的貢獻。 | [ 27 ]   |
| 2006年 | 沒有頒發 | 沒有頒發                       | 沒有頒發      | 沒有頒發 | 沒有頒發 |
| 2007年 |          | 伊戈尔·德米特里耶維奇·诺維科夫 | 俄羅斯        | 諾維科夫自洽性原則的提出者。 | [ 27 ]   |
| 2008年 | 沒有頒發 | 沒有頒發                       | 沒有頒發      | 沒有頒發 | 沒有頒發 |
| 2009年 |          | 詹姆斯·E·普林格尔              | 英国          | 對天體物理學領域的流體動力學和吸積盤的研究。 | [ 27 ]   |
| 2010年 | 沒有頒發 | 沒有頒發                       | 沒有頒發      | 沒有頒發 | 沒有頒發 |
| 2011年 |          | 吉勒·夏布里埃                  | 法國          | 對棕矮星的發展與結構的貢獻。 | [ 27 ]   |
| 2012年 | 沒有頒發 | 沒有頒發                       | 沒有頒發      | 沒有頒發 | 沒有頒發 |
| 2013年 |          | 詹姆斯·賓尼                    | 英国          | 對銀河系與河外星系等範疇的貢獻。 | [ 28 ]   |
| 2014年 |          | 安德魯·金恩                    | 英国          | 對相對論宇宙學與黑洞等範疇的貢獻。 | [ 29 ]   |
| 2015年 |          | 拉希德·苏尼亚耶夫              | 俄羅斯        | 吸積盤理論的開拓者，蘇尼亞耶夫-澤爾多維奇效應的提出者之一。                                                                                       | [ 30 ]   |
| 2016年 |          | 安東尼·貝爾                    | 英国          | 對天體物理學中的帶電粒子加速理論的開創性研究。 | [ 31 ]   |
| 2017年 |          | Cathie Clarke                  |               | | [ 32 ]   |
| 2018年 |          | Claudia Maraston               |               | | [ 33 ]   |

## 外部連結
- 英國皇家天文學會官方網站 （页面存档备份，存于）
- 全數得獎者 （页面存档备份，存于）